# ایزابل دانیلز
ایزابل دانیلز (انگلیسی: Isabelle Daniels؛ ۳۱ ژوئیه ۱۹۳۷ – ۸ سپتامبر ۲۰۱۷) دونده اهل ایالات متحده آمریکا بود.
وی در مسابقات کشوری و بین‌المللی در مجموع برندهٔ ۳ مدال طلا، ۲ مدال نقره شده‌است.